# ALCO RS-8
Las locomotoras diesel-eléctricas ALCO RS-8 fueron compradas por la RFFSA en 1959, y fabricadas por la American Locomotive Company en los EE. UU. llegando a Brasil con la motorización original de 900 C.V., hubo que cambiar los pistones originales de bronce, por pistones de cabeza de acero, de esa forma soportaban mayores impactos y la motorización actual de 1050 cv, actualmente todas cuentan con instrumentación a bordo informatizada.